# Otto Finsch

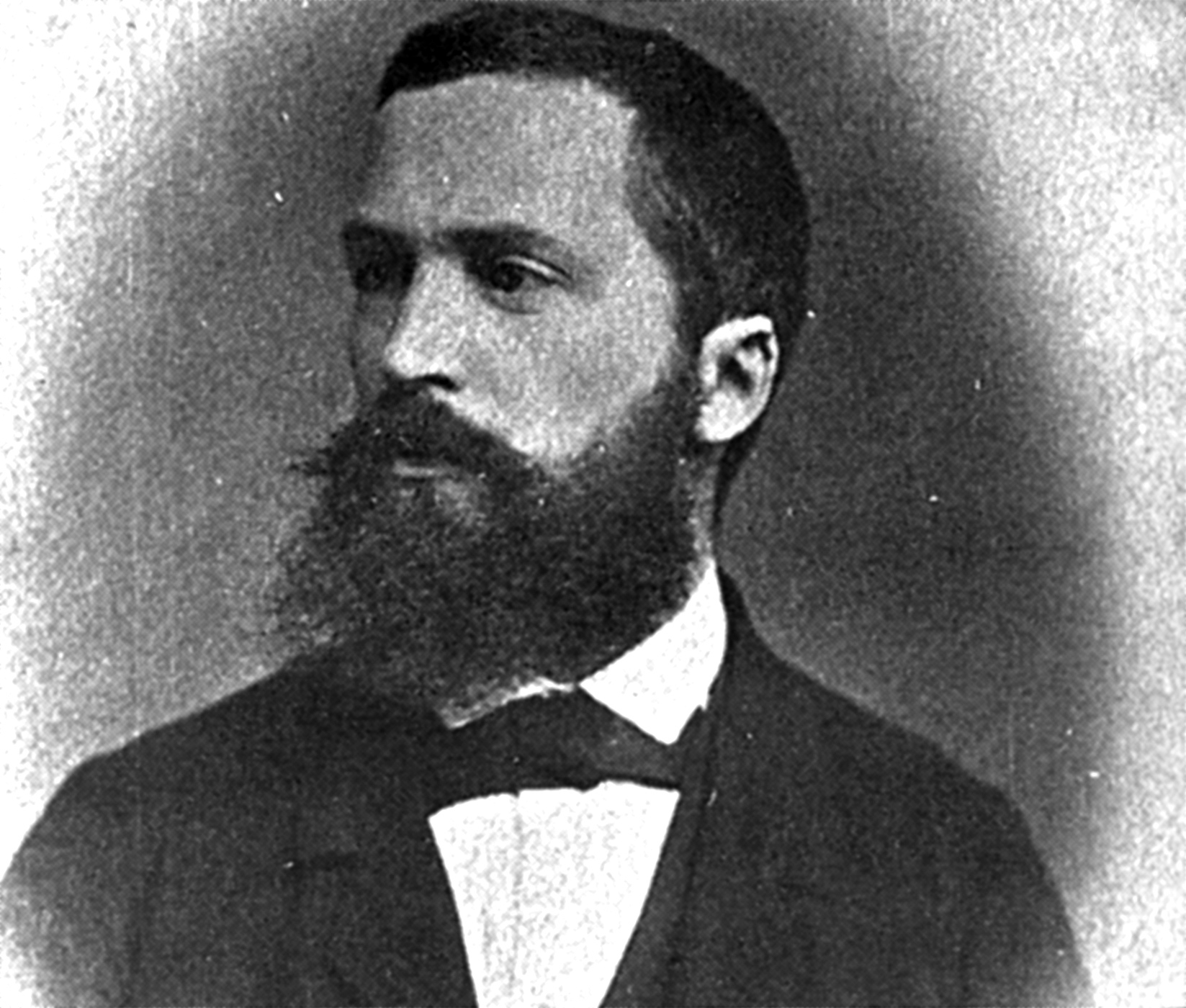
Otto Finsch

Friedrich Hermann Otto Finsch (* 8. August 1839 in Warmbrunn; † 31. Januar 1917 in Braunschweig) war ein deutscher Kaufmann, Ethnologe, Ornithologe und Forschungsreisender, der vor allem durch seine Vorbereitung zur Inbesitznahme der deutschen Kolonie Deutsch-Neuguinea bekannt wurde. Nach ihm sind das Gebiet Finschhafen in Papua-Neuguinea sowie die Finschküste benannt.

## Leben
Finsch wurde in Schlesien geboren. Sein Vater besaß eine Glasschleiferei und leitete eine Zeichenschule. Er sollte auf Wunsch seines Vaters Kaufmann werden. Ohne Schulabschluss unternahm er mit 19 Jahren erste Reisen durch Bulgarien und Ungarn zum Studium der dortigen Vogelwelt. 1861 erhielt er eine Stellung als Assistent am Niederländischen Rijksmuseum van Natuurlijke Historie (Reichsmuseum für Naturgeschichte, heute: Naturalis) in Leiden.

### Bremer Zeit
Auf Vermittlung des Bremer Arztes und Vogelkundlers Gustav Hartlaub kam Finsch 1864 nach Bremen. Im selben Jahr wurde er im Alter von 25 Jahren Konservator der naturgeschichtlichen und ethnologischen Sammlungen der Gesellschaft Museum und war von 1866 bis 1878 Direktor des neu eingerichteten Völkerkunde-Museums in Bremen. Im Jahr 1867 wurde er zum Mitglied der Leopoldina gewählt, veröffentlichte die Monographie „Die Papageien“ (Finsch, 1867–1868) und im Jahr 1868 wurde er Ehrendoktor der Universität Bonn. 1872 reiste er durch Nordamerika und 1873 durch Lappland. In Begleitung des Zoologen Alfred Brehm und des Naturforschers Karl Graf von Waldburg-Zeil unternahm Finsch im Auftrag der Bremer Geographischen Gesellschaft 1876 eine Expedition durch Westsibirien, Turkestan und Nordwestchina. In Bremen und Delmenhorst war er ab 1885 auch Privatgelehrter.

### Südsee

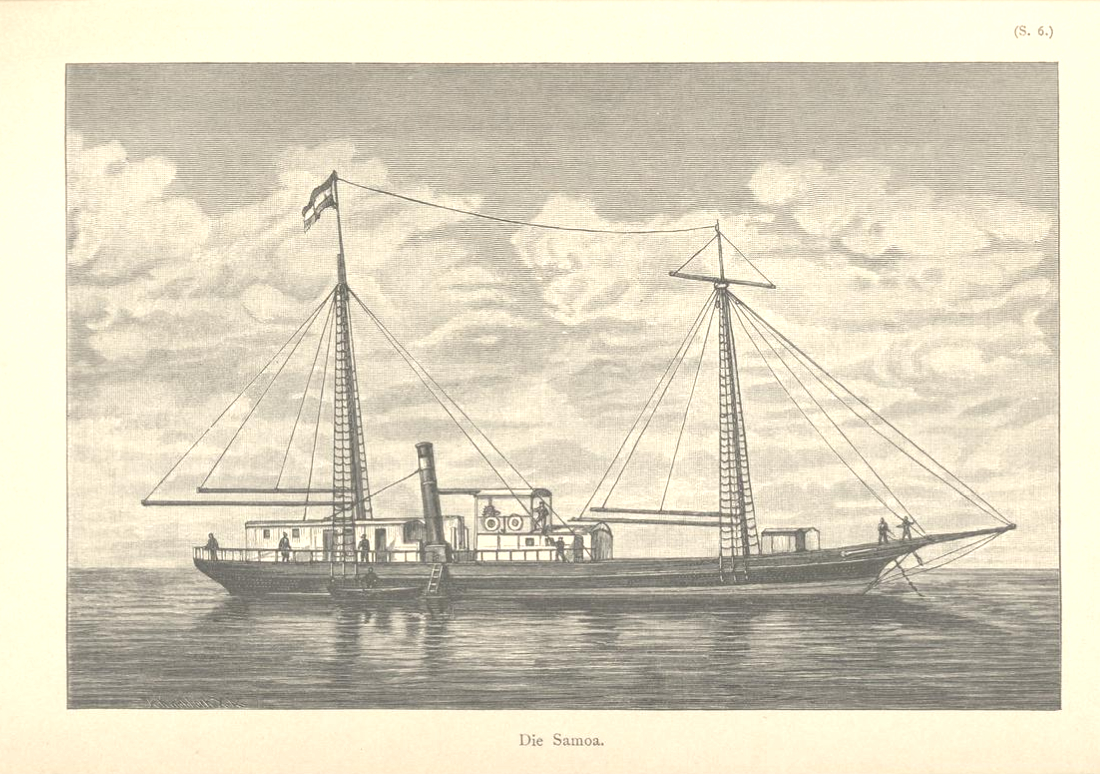
Dampfer Samoa, erbaut 1883, gezeichnet von Otto Finsch.

Nach der Zeit am Bremer Museum wendete sich Finsch mit Unterstützung der Humboldt-Stiftung der Südsee zu, die er von 1879 bis 1882 bereiste, „… um dort naturhistorische sowie anthropologische und ethnographische Studien zu machen und Sammlungen anzulegen …“ Als Agent des privaten Hamburger Neuguinea-Konsortiums (später umbenannt in Neuguinea-Kompagnie) von Adolph von Hansemann bereiste er 1884 und 1885 mit Kapitän Eduard Dallmann auf mehreren Reisen von Mioko aus fast die gesamte Nordküste Neuguineas und entdeckte den Sepik (Kaiserin-Augusta-Fluss). Finsch schloss auch Verträge über Landerwerbungen ab. Am 3. November 1884 war Finsch, zu dieser Zeit Agent der Neuguinea-Kompagnie, auf der Insel Matupi anwesend, als die Kommandanten der Gedeckten Korvette Elisabeth und des Kanonenbootes Hyäne auf dem Gelände der Hauptniederlassung von Hernsheim & Co auf Matupi die Hissung der deutschen Nationalflagge durchführten, was später zur Gründung der Kolonie Deutsch-Neuguinea führte. 1885 wurde die Nordhälfte der Insel unter dem Namen Kaiser-Wilhelms-Land „Schutzgebiet“ der Neuguinea-Kompagnie und mit Finschhafen der erste Verwaltungssitz der Kolonie Deutsch-Neuguineas gegründet. Finsch war noch zwei Jahre lang Berater der Neuguinea-Kompagnie.

### In Leiden und Braunschweig
Finsch wurde 1898 Konservator am Rijksmuseum van Natuurlijke Historie (Reichsmuseum für Naturgeschichte) in Leiden und 1904 Leiter der Völkerkundlichen Abteilung des Städtischen Museums in Braunschweig. Während des Ersten Weltkriegs vertrat er den Museumsdirektor Franz Fuhse. 1910 erhielt er den Professorentitel.

## Ehrungen
- Die ausgestorbene neuseeländische Finschs Ente (Chenonetta finschi) trägt seinen Namen ebenso wie einige Papageienvögel, unter anderem der Finsch-Sittich (Aratinga finschi), die Blaukappenamazone (Amazona finschi) und der Salomonenspechtpapagei (Micropsitta finschii). Weiterhin sind die Finsch-Fruchttaube und Finschs Waran nach ihm benannt.
- Nach ihm benannt ist der Distrikt Finschhafen an der  Nordostküste der Morobe-Provinz von Papua-Neuguinea, die gleichnamige Hafenstadt an der Salomonensee nordöstlich des Huon-Golfs und die Finschküste zwischen der Humboldt Bay und der Mündung des Sepik (des ehemaligen Kaiserin-Augusta-Flusses).
- Auf dem Erdmond erinnert seit 1976 der Finsch-Krater an ihn.
- In Deutschland wurden in Bremen-Walle, in Braunschweig, in Delmenhorst und in Düsseldorf-Urdenbach Straßen nach Otto Finsch benannt.

## Werke (Auswahl)
- Neu-Guinea und seine Bewohner. Müller, Bremen 1865 (Digitalisat).
- Die Papageien. 2 Bd., Brill, Leiden 1868, doi:10.5962/bhl.title.44767.
- Ornithologie Nordost-Afrika’s. T. Fischer, Cassel 1869–1874, doi:10.5962/bhl.title.48711.
- Gefangene Vögel. 2 Bd., C.F. Winter’sche Verlagshandlung, Leipzig 1872–1876, doi:10.5962/bhl.title.64347.
- mit Moritz Lindeman: Die Zweite deutsche Nordpolarfahrt in den Jahren 1869 und 1870, unter Führung des Kapitän Koldewey. Brockhaus, Leipzig 1875 (Digitalisat).
- Reise nach Westsibirien im Jahre 1876. Erich Wallroth, Berlin 1879 (Digitalisat).
- Samoafahrten.  Reisen in Kaiser-Wilhelms-Land und Englisch-Neu-Guinea in den Jahren 1884 und 1885 an Bord des Deutschen Dampfers Samoa. Ferdinand Hirt & Sohn. Leipzig 1888 (Digitalisat).
- Darin weiterhin einzeln erschienen: Ethnologischer Atlas – Typen aus der Steinzeit Neuguineas.
- Anthropologische Ergebnisse einer Reise in der Südsee und dem malayischen Archipel in den Jahren 1879-1882. Verlag von A. Asher & Co. Berlin 1884 (Digitalisat).

- Systematische Übersicht der Ergebnisse seiner Reisen und schriftstellerischen Thätigkeit (1859–1899). Friedländer & Sohn, Berlin 1899 (Digitalisat).
- Zosteropidae. R. Friedländer und Sohn, Berlin 1901 doi:10.5962/bhl.title.1204.